# Археологическое управление Индии
Археологическое управление Индии или Индийский археологический надзор (англ. Archaeological Survey of India; хинди भारतीय पुरातत्‍व सर्वेक्षण) — индийская государственная организация, один из департаментов Министерства культуры Индии. Ответственна за исследования в области археологии и защите культурных монументов. Основной деятельностью Археологического управления Индии является «открытие, раскопки, сохранение и защита монументов и мест национального и международного значения».

## История
Археологическое управление Индии было образовано на базе Азиатского общества, основанного 15 января 1784 года сэром Уильямом Джонсом. В 1788 году Азиатское общество начало публикацию журнала The Asiatic Researches, а в 1814 году в Бенгалии основало первый в Индии музей.
Археологическое управление Индии в той форме, в которой оно существует на сегодняшний день, было образовано в 1861 году, при поддержке вице-короля Чарльза Каннинга. Первым руководителем ведомства стал известный археолог Александр Каннингем. В те времена, в область деятельности Археологического управления входил также и Афганистан.
Когда Мортимер Уилер был назначен генеральным директором управления в 1944 году, его штаб-квартира располагалась в Шимле. После обретения Индией независимости, статус Археологического управления Индии был определён законом 1958 года Ancient Monuments and Archaeological Sites And Remains Act.
В настоящее время наиболее важным местом раскопок является Харша-ка-тила в районе Тханесара в штате Харьяна. Там представлено культурное развитие с кушанского до средневекового периода. Всего же в ведении Археологического управления Индии находятся 3636 монумента, имеющие особое национальное значение согласно закону 1972 года Antiquity and Art Treasure Act.

## Генеральные директора
- 1871—1885 — Александр Каннингем
- 1886—1889 — Джеймс Бёрджесс
- 1902—1928 — Джон Маршалл
- 1928—1931 — Харольд Харгривс
- 1931—1935 — Рай Бахадур Дая Рам Сахни
- 1935—1937 — Д. Ф. Блакистон
- 1937—1944 — Рао Бахадур К. Н. Дикшит
- 1944—1948 — Мортимер Уилер
- 1948—1950 — Н. П. Чакраварти
- 1950—1953 — Мадхав Сваруп Ватс
- 1953—1968 — А. Гхош
- 1968—1972 — Брадж Баси Лал
- 1972—1978 — Мадхусудан Нархар Дешпанде
- 1978—1981 — Б. К. Тхапар
- 2004—2007 — К. Бабу Раджив
- с 2017 года - Уша Шарма